# Mohammad Jusuf Chan
Mohammad Jusuf Chan, paszto محمد يوسف (ur. 1917, zm. 23 stycznia 1998) – afgański polityk, premier i minister spraw zagranicznych Afganistanu.
Był technokratą, służącym za panowania Mohammada Zaher Chana.
W okresie od 10 marca 1963 do 2 listopada 1965 sprawował urząd premiera i ministra spraw zagranicznych Afganistanu. Był pierwszym premierem Afganistanu nie pochodzącym z rodziny królewskiej.
Jego poprzednik, Mohammad Daud Chan, powołał go w 1950 na stanowisko ministra górnictwa i przemysłu.